# 新長谷寺 (京都市)
新長谷寺（しんはせでら）は、京都市左京区浄土寺真如町にある天台宗の寺院。本尊は十一面観音。真如堂の境内にある。洛陽三十三所観音霊場第5番札所。

## 歴史
寺伝によると、陽成天皇（貞観18年（876年） - 元慶8年（884年））の頃、西国に赴こうとしていた藤原高房がその途中で大きな亀を助けた。その後高房の子藤原山蔭が航海中に海に落ちてしまったが、その亀が山蔭を助けてくれたとする。その数十年後、その山蔭が後妻と先妻の子を連れて九州におもむいた際、後妻が先妻の子を海に付き落とした。すると、またしてもあの大亀が現れてその子を助けてくれたとする。
この二度の出来事により、山蔭はあの亀は観音様が遣わしてくれたものに違いないと考え、まず小さな観音像を二体製作し、一体は手元に置き、もう一体を自領である摂津国島上郡のお堂（後の総持寺）に置いた。そして長谷寺の十一面観音像と同じ大きな観音像を作り、更に八尺の観音像を御前立として吉田神楽岡の麓にある自邸に法相宗の新長谷寺を建立し、祀った。
明治時代に入り、廃仏毀釈で荒廃した後、付近の真如堂の境内地に移された。

## 境内
- 本堂

## 前後の札所
洛陽三十三所観音霊場
4 革堂行願寺　-　5 真如堂新長谷寺　-　6 金戒光明寺